# حسين بن ذكوان
أبو عبد الله حسين بن ذكوان، العوذي، البصري، المعلم، المكتب. من رواة الحديث وهو ثقة، من كبار أئمة الحديث، مات في حدود سنة خمسين ومائة.

## روايته للحديث النبوي
- روى عن: بديل بن ميسرة العقيلي، وسليمان الأحول، وعبد الله بن بريدة، وعبد الله بن أبي نجيح، وعطاء بن أبي رباح، وعمر بن شعيب، وقتادة، ومطر الوراق، نافع مولى ابن عمر، ويحيى بن أبي كثير، وأبي المهزم.
- روى عنه: إبراهيم بن طهمان، وأبو أسامة حماد بن أسامة، وأبو الأسود حميد بن الأسود، وخالد بن الحارث، وروح بن عبادة، وسفيان بن حبيب، وأبو خالد سليمان بن حيان الأحمر، وشعبة بن الحجاج، وعباد بن العوام، وعبد الله بن المبارك، وابنه أبو بشر عبد الاعلى بن الحسين بن ذكوان، وأبو بحر عبد الرحمن بن عثمان البكراوي، وعبد الوارث بن سعيد، وعلي بن بكار المصيصي، وعلي بن عبد العزيز، وعلي بن المبارك، وعيسى بن يونس، والفضل بن موسى السيناني، ومحمد بن جعفر غندر، ومحمد بن سواء، ومحمد بن أبي عدي، وهمام بن يحيى، ويحيى بن سعيد القطان، ويزيد بن زريع، ويزيد بن هارون، ويوسف بن يعقوب الضبعي السلعي.[3]

## الجرح والتعديل
أقوال العلماء فيه 
- أبو بكر البزار: ثقة.
- أبو بكر البيهقي: حسين المعلم أوثق من الحجاج.
- أبو جعفر العقيلي: ضعيف مضطرب الحديث.
- أبو حاتم الرازي: ثقة.
- أبو زرعة الرازي: ليس به بأس.
- أبو عبد الله الحاكم النيسابوري: ثقة مأمون.
- أحمد بن شعيب النسائي: ثقة.
- أحمد بن صالح الجيلي: ثقة.
- أبو الحسن بن القطان الفاسي: فيه اضطراب.
- يحيى بن سعيد القطان: فيه اضطراب.
- ابن حجر العسقلاني: ثقة ربما وهم، مرة: لينه القطان بلا قادح، وقوله فيه اضطراب قلت لعل الاضطراب من الرواة عنه فقد احتج به الأئمة.
- الدارقطني: من الثقات.
- الذهبي: ثقة.
- محمد بن إسماعيل البخاري: ثقة.
- محمد بن سعد كاتب الواقدي: ثقة.
- يحيى بن معين: ثقة.